# Compañía Nacional de Fuerza Eléctrica

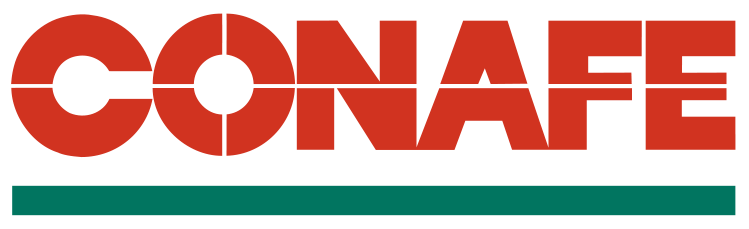
Logotipo de Conafe (1994-2016).

La Compañía Nacional de Fuerza Eléctrica S.A. (Conafe) fue una empresa distribuidora de electricidad chilena. Creada en 1945 al fusionarse la sección de electricidad de Compañía de Refinería de Azúcar de Viña del Mar con la Compañía Sudamericana de Servicios Públicos.
CRAV generaba y distribuía electricidad en parte de la comuna de Viña del Mar en el Gran Valparaíso, mientras que la Compañía Sudamericana de Servicios Públicos distribuía en las ciudades de Antofagasta, Curicó, Molina, San Javier, Linares y Punta Arenas. Conafe posteriormente vendió a Endesa, la distribución de Punta Arenas en 1955, la central y distribución de Antofagasta en 1956.
Con la quiebra de CRAV en mayo de 1981, Conafe fue comprada por la Compañía General de Electricidad, la cual adquirió el 95% de sus acciones.
En 2004 absorbió todas las operaciones de la Empresa Eléctrica de Coquimbo (EMEC).
En julio de 2017 Conafe fue absorbida por su matriz CGE, en el marco de reestructuración y reorganización impuestos por la matriz de CGE, Naturgy, ex Gas Natural Fenosa.